# 앙투안 파르망티에
앙투안오귀스탱 파르망티에(Antoine-Augustin Parmentier, 1737년 8월 12일~1813년 12월 17일)는 프랑스의 농경학자이자 약학자이다. 프랑스와 유럽 전역에서 감자를 식재료로서 전파하는 데 큰 기여를 했으며, 감자 보급을 위해 일생을 바친 열정적인 감자 전도사이다. 그는 나폴레옹 정권 당시 보건부장관을 맡으면서 천연두 예방백신을 알리는 데도 앞장섰다. 사탕수수에서 설탕을 추출해 알리는 데 지대한 공을 세웠으며 제빵학교를 세우고 냉장 기술에도 많은 연구를 남겼다.

## 어린 시절
아버지 장바티스트 파르망티에(1712~1788)와 어머니 마리외프로신 미용(1706~1776) 사이에서 다섯 자녀 중 막내로 태어났다. 아버지는 작은 상점을 운영하는 상인이었고 어머니 역시 식료품점을 운영하는 상인가문 출신이었다. 1750년에 몽디디에(Montdidier)에 있는 프리슨 약국의 점원으로 입사하여 먼 사촌 폴펠릭스 레니(Paul-Félix Ländey)로 부터 약에 대해 배우기 시작했다. 1755년에 레니의 권유로 파리의 크루아 데 쁘띠 샹 거리에 있는 시모네 약국의 견습생으로 일하기도 했다. 독립하여 약국을 차리고자 했으나 자금이 부족하여 포기한 후에, 군대에 약사가 많이 필요하다는 소식을 접하게 되어 1757년 3월에 입대하였다. 하노버 육군 병원에 배치되어 근무하며 이질 치료에 실력을 발휘하여 약사로서 능력을 인정받기도 했다.

## 감자 보급 사업
16세기에 스페인 사람들에 의해 남미대륙으로부터 감자가 유럽에 처음으로 전래되었지만 관상용 작물이나 가축 사료, 가난한 자들의 식량이였을 뿐 식재료로는 제대로 쓰이지 않았다. 17세기 초반에 농학자 올리비에 드 세르(1539-1619)가 프랑스에 감자를 소개한바가 있으나 프랑스 사회에서의 감자에 대한 거부감은 거셌다. 18세기 중반 프리드리히 2세에 의해 감자재배가 장려되던 프로이센의 분위기와는 달리 프랑스는 1748년에 감자가 나병을 퍼뜨린다며 재배 자체를 법으로 금지하기도 했다.
7년 전쟁(1756~63)중에 군복무를 하던 파르망티에는 프로이센에 잡혀 포로생활을 하게 되었다. 이때 그는 '카르토펠'(독일어 Kartoffel) 이라 불리는 작물을 주식으로 먹게 되었다. 이것이 감자라는 사실을 알게 되었으나 기존에 그가 알고 있던 선입견과는 달리 석방때까지 양호한 건강상태를 유지할 수 있는 경험을 하게 된다. 감자가 훌륭한 식품임을 체험하게 된 그는 포로교환으로 석방된 후 식물학과 영양학을 연구하며 1763년부터 감자 홍보와 보급에 앞장섰다. 전쟁 중에 감자에 대한 그의 경험과 관찰 그리고 이후 연구의 결과는 감자가 구황작물로써 훌륭할 뿐만 아니라 영양적인 면에서도 우수하여 주식으로써도 좋은 식품이라는 것 이었다.
그러나 그의 노력과 달리 감자 보급은 쉽지 않았다. 지난 200 여년의 세월 동안에 대중의 머리속에 자리잡은 감자에 대한 부정적인 편견이 큰 장해물이 되어 반발이 극심했다. 특히 그가 일하던 병원의 텃밭에서 조차 소유자였던 종교 단체의 반대로 감자를 키울 수 없었다. 그러나 조금씩 결실을 얻어나갔다. 1769년과 1770년에 기근이 발생한 직후에 브장송 학사원(l’académie de Besançon)에서 주최한 현상 논문대회에 '기근 대비 대체식품 연구' 라는 논문을 제출하여 최우수상을 받기도 했다. 또한 오랜 노력끝에 1772년 감자로 환자 치료를 위한 방법을 생각해 내기도 했으며, 파리 약학청으로부터 식용작물로 인정받았고, 프랑스 정부와 의회를 설득해 재배금지법 폐지를 이끌어 냈다. 앵발리드 왕립병원의 약제장으로 재직하면서 감자에 대한 화학적 분석결과를 책으로 발표하였다.

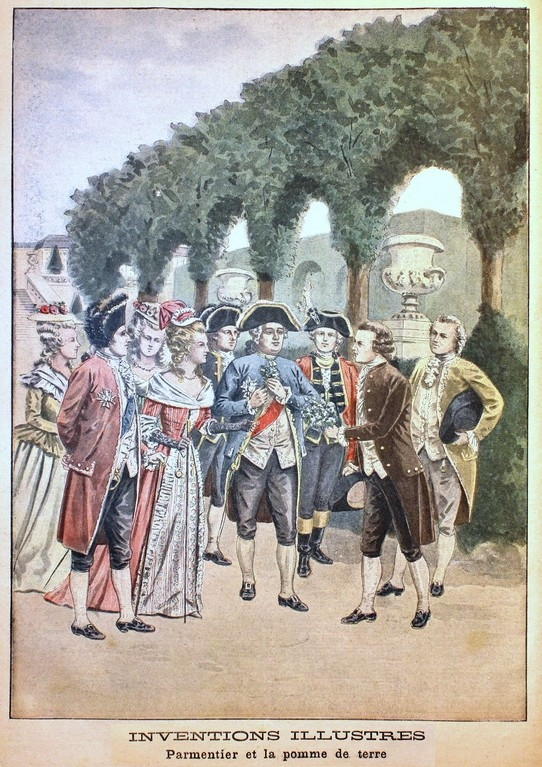
왕비 마리 앙투아네트에게 감자꽃다발을 받치는 파르망티에

감자에 대한 대중 선전을 위해 특이한 방법을 동원하기도 했다. 감자밭을 무장 경비들에게 삼엄하게 지키도록 하여 민중의 호기심을 자극시켰는데, 밤에는 경비를 고의로 허술하게 하여 감자 서리를 유도하였다. 이는 프로이센의 프리드리히 2세가 사용했던 선례가 있었던 방법으로 프랑스 민중을 상대로한 감자에 대한 홍보와 선전에 큰 효과를 발휘했다.
아울러 왕궁에서 감자를 관상용으로 재배하도록 주선했으며 루이 16세와 마리 앙투에네트에게 감자꽃을 장식에 사용하도록 권유하여 이를 성사시켰다. 이에 따라 귀족들 사이에서도 감자꽃 장식이 유행하며 감자에 대한 이미지가 점차 좋아졌다. 궁중연회에는 감자수프, 감자전채, 감자 메인요리, 감자빵, 감자샐러드, 감자쿠키 등 20여가지 감자요리로 선보이며 홍보도 적극적으로 전개하였다. 저명 인사들을 초대하여 감자요리를 소개하는 연회도 열었는데, 1776년이래 프랑스에 전권대사로 활동중이던 벤저민 프랭클린(Benjamin Franklin)도 파르망티에가 주최한 연회에 초대받아 감자요리를 맛보기도 했다.
이런 그의 노력은 1785년에 큰 가뭄으로 기근이 발생한 후 프랑스 사회가 점차 감자를 식품으로 받아들이게 만들었다. 파르망티에는 기근이 발생할 때마다 감자수프를 만들어 굶주린 시민들에게 나눠주기도 했는데, 루이 16세는 그에게 “가난한 사람들을 위해 빵과 같은 감자를 알게 해준 당신에게 언젠가는 프랑스가 고마워하게 될 것” 이라는 말을 하기도 했다. 프랑스 대혁명 이후에는 감자가 빠르게 프랑스 전역에 널리 보급되었다.
1794년에는 메리고(Mérigot)라는 여성이 오로지 감자만을 주재료로 삼은 31가지 요리를 소개하는 요리책을 출간한다. 책의 제목은 <혁명파 요리사 La cuisinière révolutionnaire>였다. 파르망티에의 노력이 마침내 민중에게도 뿌리를 내린 것이다. 또한, 1795년부터는 프랑스에서 감자를 대량으로 수확하게 되어 프랑스 혁명전쟁, 대불동맹전쟁, 흉년 등으로 인해 발생한 식량부족문제를 쉽게 해결할 수 있게 되었다.
이외에 파르망티에는 농경학에 관심을 두면서 제빵과 치즈 발효, 곡물 저장, 옥수수, 밀가루, 버섯 재배, 미네랄 함유 물, 포도주 제조 등에 대해서 흥미를 가져 연구를 많이 남겼다.

## 사망과 유산
감자의 우수성을 알리기 위해 일생을 바친 파르망티에는 1813년 11월 13일 사망하여 파리의 페흐 라쉐이 묘지에 묻혔다. 파리 10-11번가에는 그의 이름을 딴 거리(Avenue parmentier)가 있을뿐만 아니라 그의 업적을 기리기 위한 여러 노력들이 사후에 진행되었다. 1870년대부터는 감자가 들어간 많은 요리 이름에 파르망티에를 기리기 위해 그의 이름 붙이고 있다. 대표적인 요리로는 포타지 파르망티에(potage parmentier)와 폼므 파르망티에(pomme parmentier) 등이 있다. 또한 파르망티에 광장에는 그의 동상이 세워졌으며 파리 11구에 있는 지하철 3호선에는 그의 이름을 딴 파르망티에 역(Métropolitain, station Parmentier)이 있다.

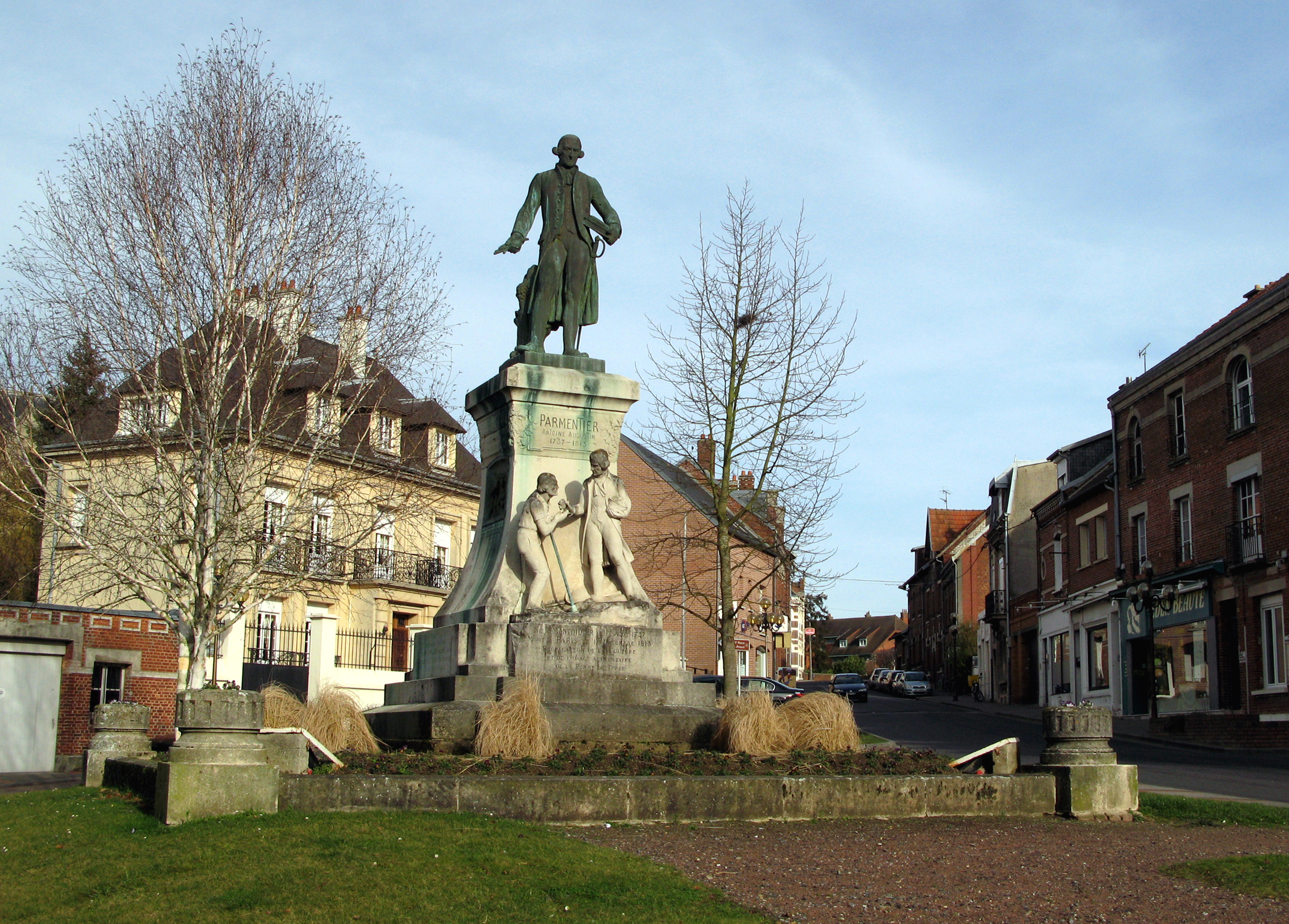
몽디디에의 파르망티에 기념비.
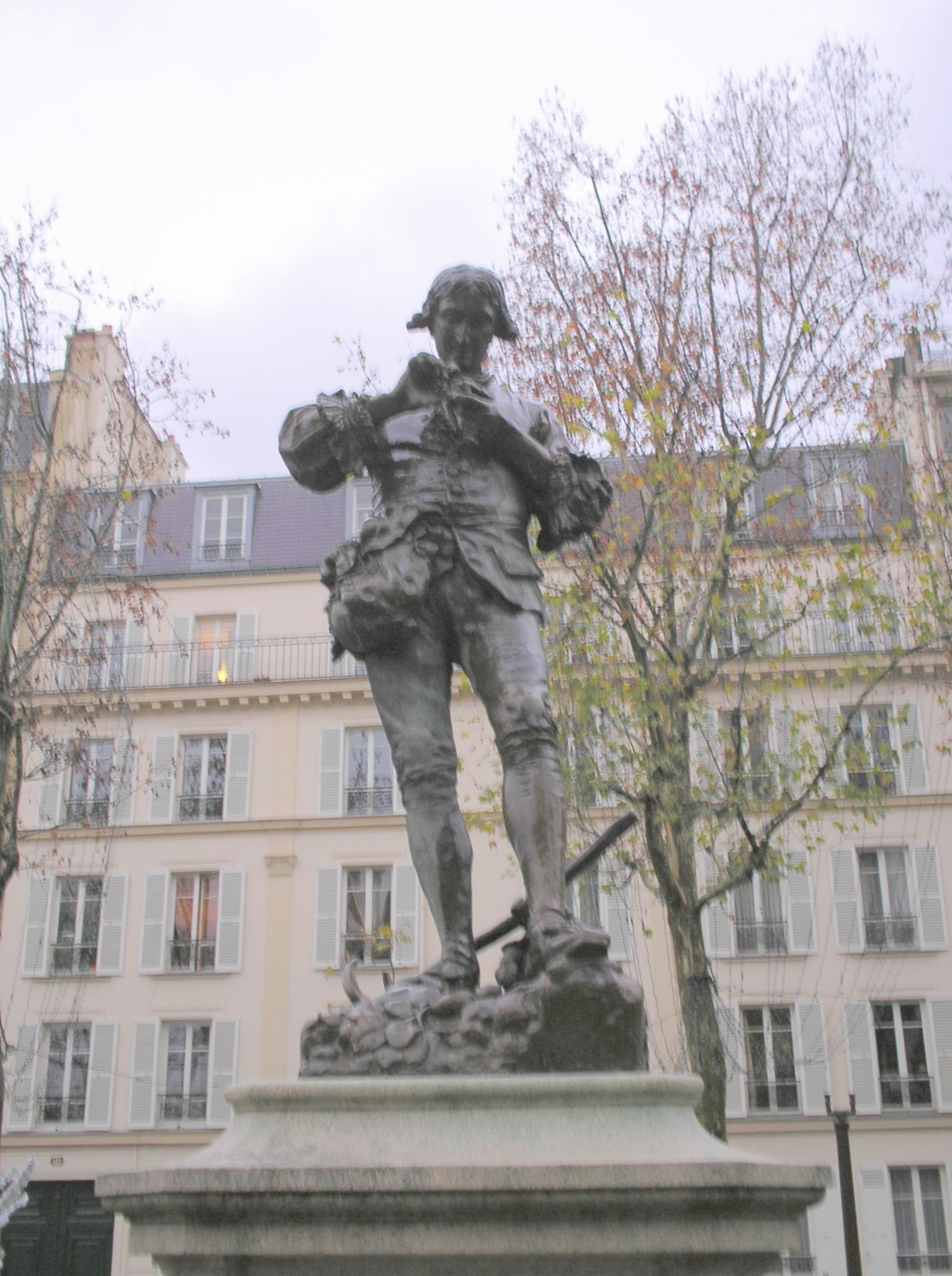
뇌이-쉬르-센 시청 정면의 파르멘티에 동상.
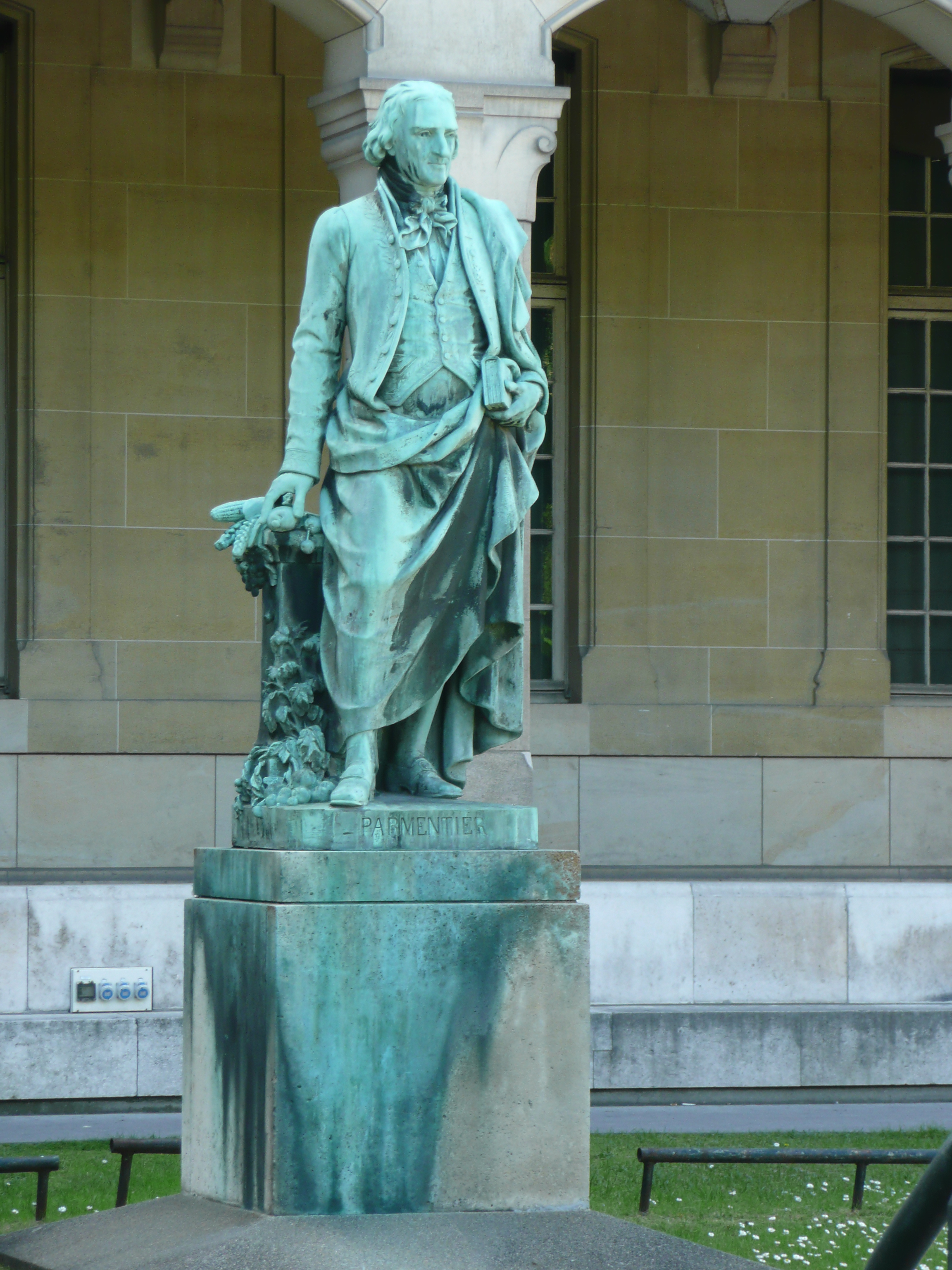
파리 약과대학의 파르멘티에 상.
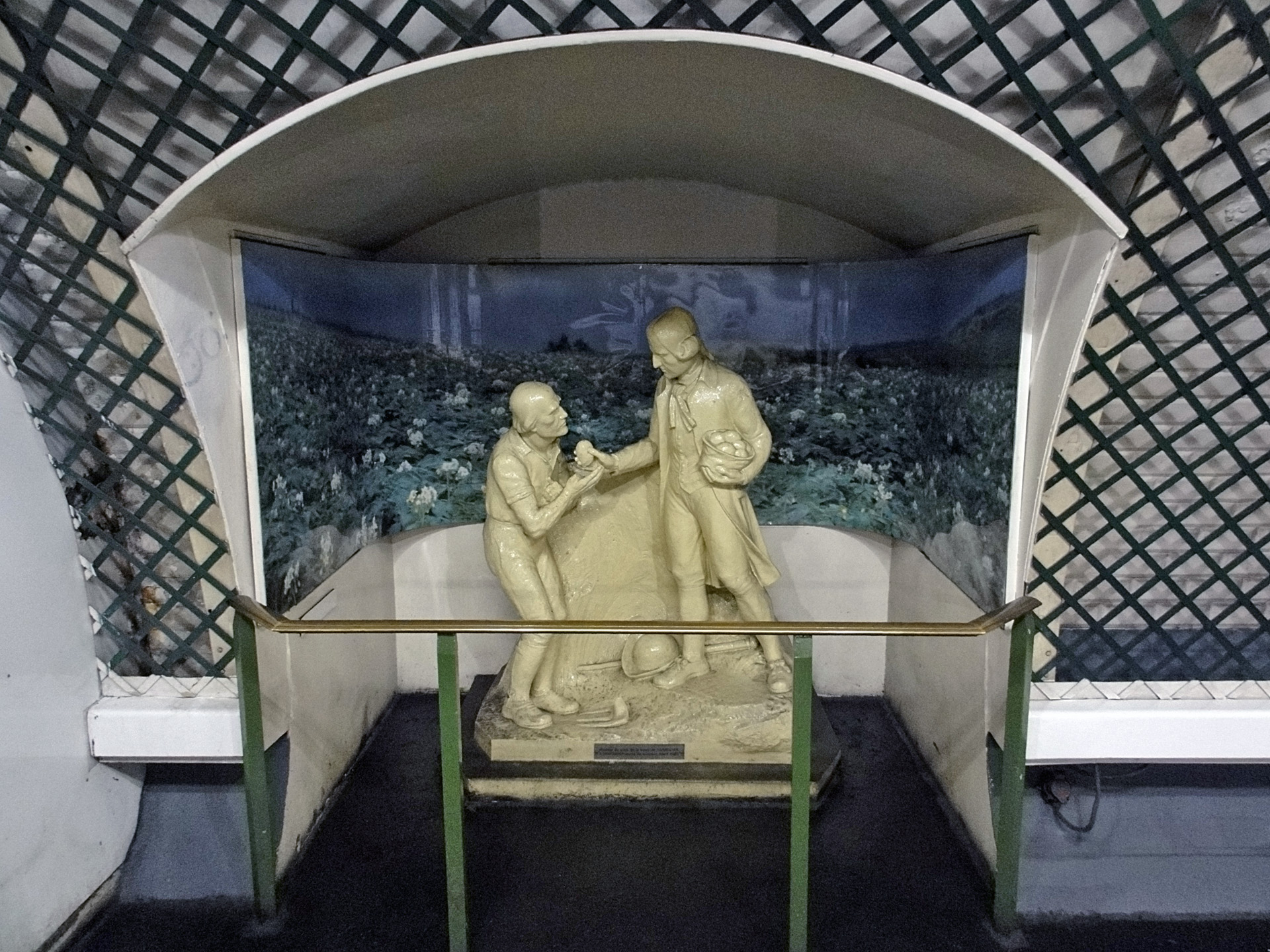
파르망티에 역(파리 지하철 3호선).
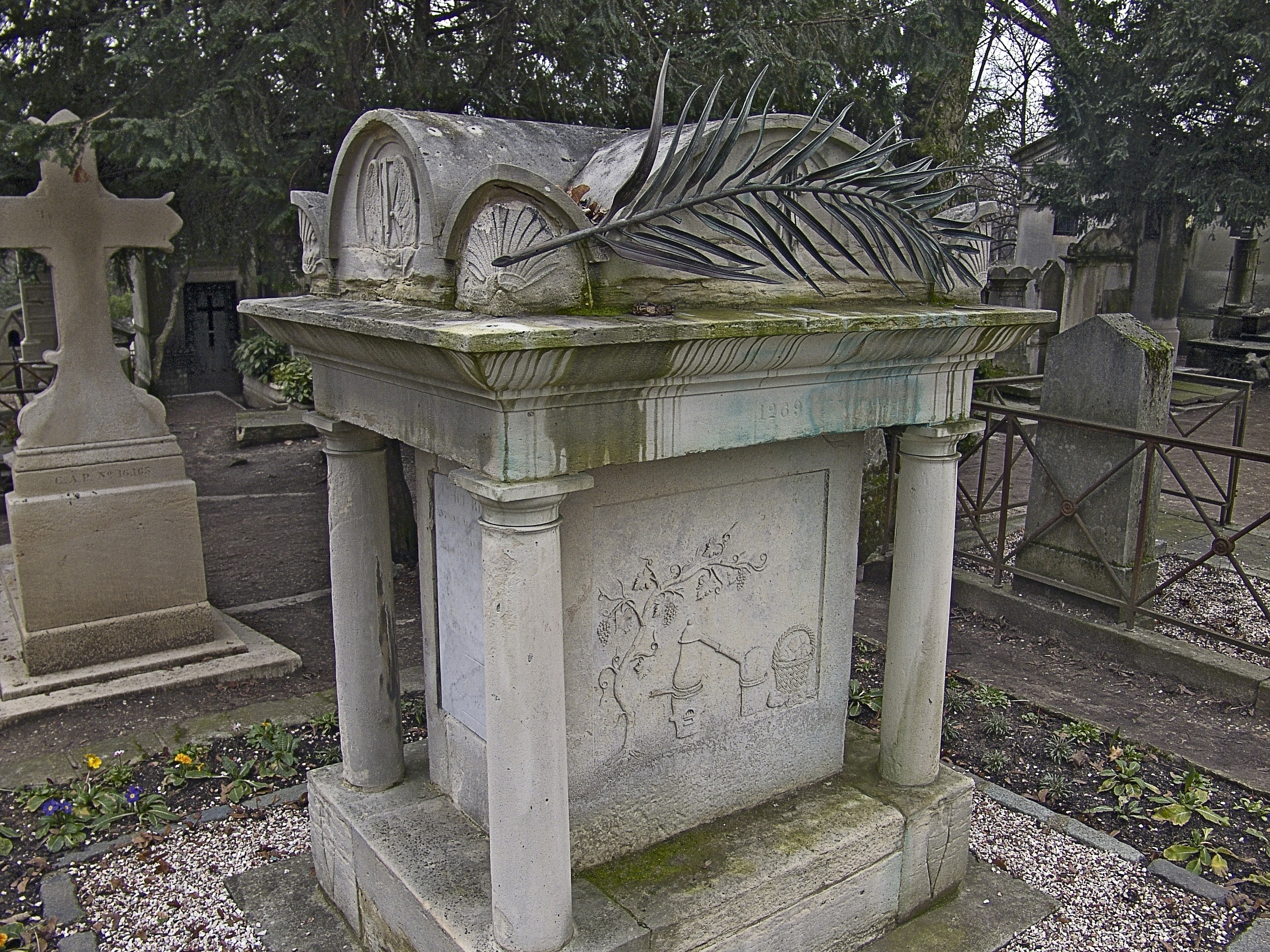
파르망티에의 무덤.

## 같이 보기
- 감자 튀김
- 감자 튀김 박물관
- 감자